# Werreradweg
Der Werreradweg (offizielle Schreibweise: Werre-Radweg) verläuft entlang des Flusses Werre in den Kreisen Lippe, Herford und Minden-Lübbecke in Nordrhein-Westfalen. Der Weg beginnt an der Quelle der Werre in Horn-Bad Meinberg-Wehren. Nach 71 Kilometern Gesamtlänge endet der Radweg am Werre-Weser-Kuss bei Bad Oeynhausen.

## Verlauf
Auf seinem Weg durch das Ravensberger Hügelland und die Ravensberger Mulde mit der Werre-Niederung werden flussabwärts folgende Städte passiert: Horn-Bad Meinberg, Detmold, Lage, Bad Salzuflen, Herford, Löhne und Bad Oeynhausen. Die Route führt etwa parallel zur Bundesstraße 239 und zur Bahnstrecke Herford–Himmighausen. Auf der Route liegen die Bahnhöfe von Horn-Bad Meinberg, Detmold, Lage, Sylbach, Schötmar, Löhne und Bad Oeynhausen. Ab der Einmündung der Else in Löhne verläuft der Weg parallel zum Else-Werre-Radweg.

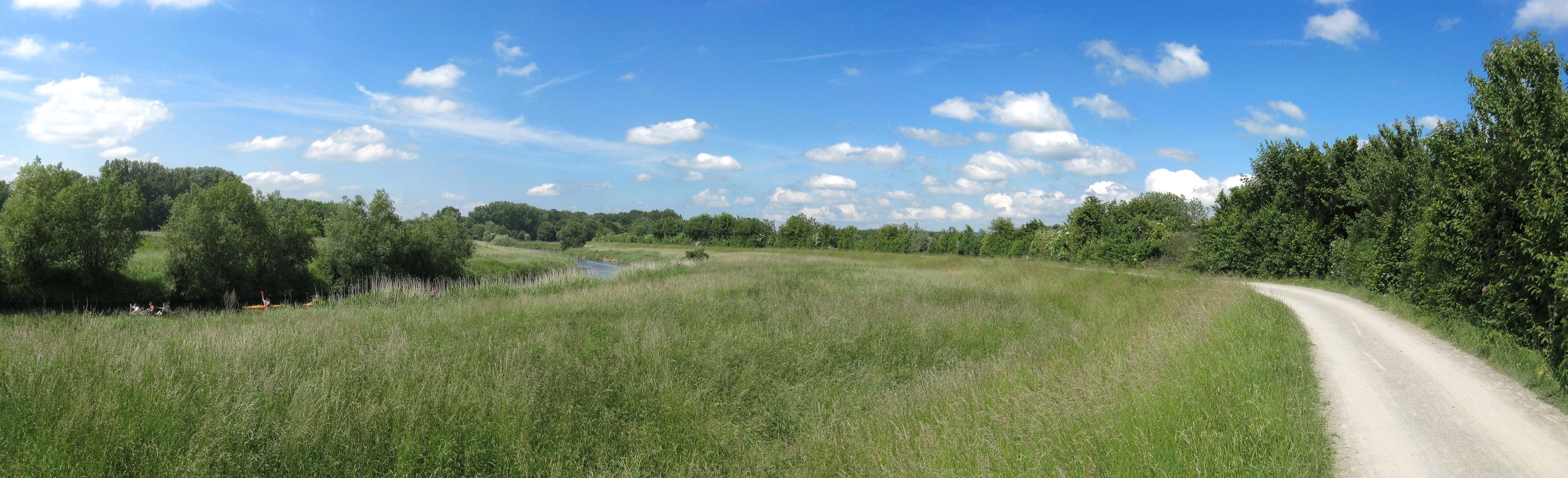
Der Werreradweg in der Werraue zwischen Löhne und Bad Oeynhausen